# Проезд Кошкина
Прое́зд Ко́шкина (до 1960 года — у́лица Ко́шкина посёлка Ленино-Дачное, затем у́лица Ко́шкина в составе Москвы, позже была упразднена, восстановлена в 1988 году под современным названием) — улица в Южном административном округе города Москвы на территории района Бирюлёво Восточное.

## История
Проезд находится на территории бывшего посёлка Ленино-Дачное, где он назывался у́лица Ко́шкина в честь рабочего-печатника, организатора коммунистической ячейки в посёлке Царицыно С. П. Кошкина (1874—1925). В 1960 году посёлок Ленино-Дачное вошёл в состав Москвы, улица сохранила своё название, но позже была упразднена, название 25 декабря 1987 года было присвоено новой улице, а упразднённая улица была восстановлена в 1988 году под современным названием.

## Расположение
Проезд Кошкина образует собой незамкнутое с юга полукольцо параллельно Спортивной улице. Представляет собой проезжую часть, местами с односторонним движением (как по, так и против часовой стрелки) от 5-й Радиальной улицы по часовой стрелке до 1-й Радиальной улицы, пересекая 6-ю, бывшую 7-ю, 8-ю, 9-ю, 10-ю, 11-ю и 1-ю Радиальные улицы и пешеходную часть от 1-й Радиальной до 3-й Радиальной улицы, пересекая 1-ю, бывшую 2-ю, нынешнюю 2-ю и 3-ю Радиальные улицы. Между 3-й и 5-й Радиальными улицами тупик и забор домовладения по адресу 5-я Радиальная улица дом 5 с корпусами. По проезду Кошкина не числится домовладений.

## Транспорт

### Автобус
По проезду Кошкина от 1-й Радиальной улицы до 6-й Радиальной улицы против часовой стрелки проходят автобусы м82, с854 (остановка «6-я Радиальная улица»).

### Метро
- Станция метро «Царицыно» Замоскворецкой линии — севернее улицы, на пересечении Каспийской и Луганской улиц, на Луганской улице у примыкания к ней Солнечной улицы.

### Железнодорожный транспорт
- Станция Царицыно Курского направления Московской железной дороги (МЦД-2 — севернее улицы, между Бутовской, Каспийской и Прохладной улицами и улицей Тюрина.